# Janne Colijns

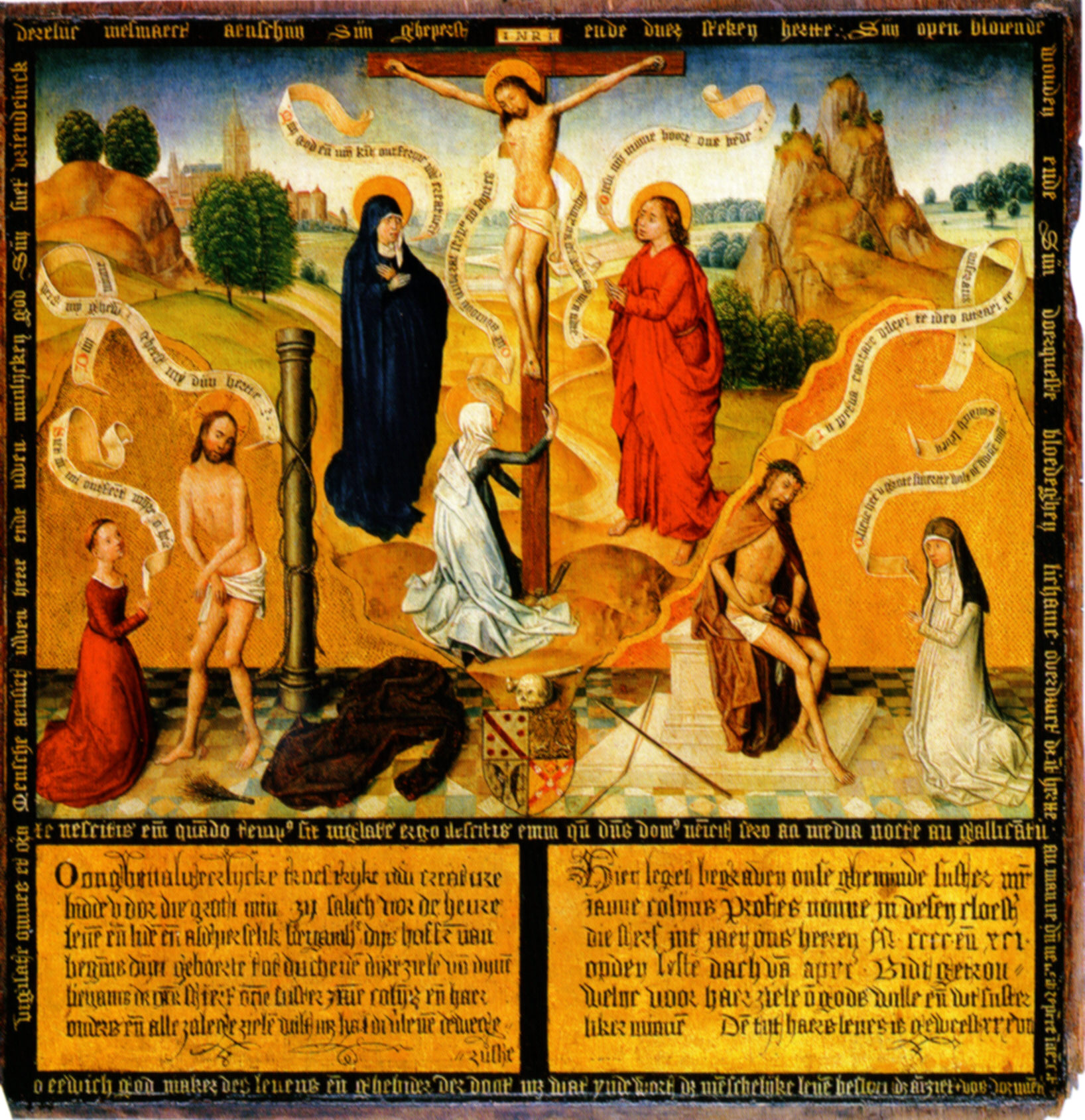
Epitaaf Janne Colijns, Berlijn, Gemäldegalerie, 2129, Meester van de Barbara-Legende

Janne Colijns was priorin van het Brusselse regularissenklooster Onze Lieve Vrouw ter Rosen gheplant in Jericho van 26 juni 1482 tot ten minste 20 februari 1490 (of zelfs tot haar dood op 30 april 1491). Na haar dood lieten de medezusters een epitaaf ter nagedachtenis maken.